# جيمس إتش ر. كرومويل
جيمس إتش ر. كرومويل (بالإنجليزية: James H. R. Cromwell)‏ هو دبلوماسي أمريكي، ولد في 4 يونيو 1896 في مانهاتن في الولايات المتحدة، وتوفي في 19 مارس 1990 في مل فالي في الولايات المتحدة.